# Eleições legislativas portuguesas de 1987 nos Açores
| Eleições legislativas portuguesas de 1987 Distritos: Aveiro \| Beja \| Braga \| Bragança \| Castelo Branco \| Coimbra \| Évora \| Faro \| Guarda \| Leiria \| Lisboa \| Portalegre \| Porto \| Santarém \| Setúbal \| Viana do Castelo \| Vila Real \| Viseu \| Açores \| Madeira \| Estrangeiro |

## Resultados por Concelho
Os resultados nos concelhos da Região Autónoma dos Açores foram os seguintes:

### Angra do Heroísmo
| Partido                 | Partido                        | Votos  | %               | +/-   |
| ----------------------- | ------------------------------ | ------ | --------------- | ----- |
|                         | Partido Social Democrata       | 9 361  | 58,61 / 100,00  | 17,68 |
|                         | Partido Socialista             | 4 492  | 28,12 / 100,00  | 0,26  |
|                         | Centro Democrático e Social    | 669    | 4,19 / 100,00   | 3,58  |
|                         | Partido Renovador Democrático  | 451    | 2,82 / 100,00   | 10,88 |
|                         | Coligação Democrática Unitária | 319    | 2,00 / 100,00   | 1,77  |
|                         | Outros                         | 399    | 2,50 / 100,00   |       |
| Votos Inválidos         | Votos Inválidos                | 281    | 1,76 / 100,00   | 0,57  |
| Total                   | Total                          | 15 972 | 100,00 / 100,00 |       |
| Eleitorado/Participação | Eleitorado/Participação        | 28 519 | 56,00 / 100,00  | 6,47  |

### Calheta
| Partido                 | Partido                      | Votos | %               | +/-   |
| ----------------------- | ---------------------------- | ----- | --------------- | ----- |
|                         | Partido Social Democrata     | 1 835 | 80,94 / 100,00  | 17,09 |
|                         | Centro Democrático e Social  | 190   | 8,38 / 100,00   | 8,87  |
|                         | Partido Socialista           | 111   | 4,90 / 100,00   | 2,44  |
|                         | Partido da Democracia Cristã | 42    | 1,85 / 100,00   | 0,71  |
|                         | Outros                       | 46    | 2,04 / 100,00   |       |
| Votos Inválidos         | Votos Inválidos              | 43    | 1,90 / 100,00   | 0,01  |
| Total                   | Total                        | 2 267 | 100,00 / 100,00 |       |
| Eleitorado/Participação | Eleitorado/Participação      | 3 533 | 64,17 / 100,00  | 4,20  |

### Corvo
| Partido                 | Partido                        | Votos | %               | +/-   |
| ----------------------- | ------------------------------ | ----- | --------------- | ----- |
|                         | Partido Social Democrata       | 99    | 52,11 / 100,00  | 9,39  |
|                         | Partido Socialista             | 55    | 28,95 / 100,00  | 0,79  |
|                         | Coligação Democrática Unitária | 15    | 7,89 / 100,00   | 5,95  |
|                         | Partido Renovador Democrático  | 4     | 2,11 / 100,00   | 15,37 |
|                         | Centro Democrático e Social    | 2     | 1,05 / 100,00   | 0,41  |
|                         | PCTP/MRPP                      | 2     | 1,05 / 100,00   | 1,05  |
|                         | Outros                         | 1     | 0,53 / 100,00   |       |
| Votos Inválidos         | Votos Inválidos                | 12    | 6,32 / 100,00   | 0,01  |
| Total                   | Total                          | 190   | 100,00 / 100,00 |       |
| Eleitorado/Participação | Eleitorado/Participação        | 284   | 66,90 / 100,00  | 6,15  |

### Horta
| Partido                 | Partido                        | Votos  | %               | +/-     |
| ----------------------- | ------------------------------ | ------ | --------------- | ------- |
|                         | Partido Social Democrata       | 4 480  | 62,71 / 100,00  | 14,35   |
|                         | Partido Socialista             | 1 683  | 23,56 / 100,00  | 1,46    |
|                         | Centro Democrático e Social    | 310    | 4,34 / 100,00   | 3,36    |
|                         | Coligação Democrática Unitária | 236    | 3,30 / 100,00   | 1,83    |
|                         | Partido Renovador Democrático  | 168    | 2,35 / 100,00   | 10,22   |
|                         | Outros                         | 149    | 2,07 / 100,00   |         |
| Votos Inválidos         | Votos Inválidos                | 118    | 1,65 / 100,00   | Estável |
| Total                   | Total                          | 7 144  | 100,00 / 100,00 |         |
| Eleitorado/Participação | Eleitorado/Participação        | 11 225 | 63,64 / 100,00  | 7,20    |

### Lagoa
| Partido                 | Partido                        | Votos | %               | +/-   |
| ----------------------- | ------------------------------ | ----- | --------------- | ----- |
|                         | Partido Social Democrata       | 2 536 | 70,37 / 100,00  | 20,08 |
|                         | Partido Socialista             | 571   | 15,84 / 100,00  | 1,03  |
|                         | Partido Renovador Democrático  | 105   | 2,91 / 100,00   | 14,16 |
|                         | Centro Democrático e Social    | 94    | 2,61 / 100,00   | 2,18  |
|                         | Coligação Democrática Unitária | 80    | 2,22 / 100,00   | 3,31  |
|                         | Partido da Democracia Cristã   | 41    | 1,14 / 100,00   | 0,55  |
|                         | Outros                         | 81    | 2,24 / 100,00   |       |
| Votos Inválidos         | Votos Inválidos                | 96    | 2,66 / 100,00   | 1,33  |
| Total                   | Total                          | 3 604 | 100,00 / 100,00 |       |
| Eleitorado/Participação | Eleitorado/Participação        | 7 517 | 47,94 / 100,00  | 3,67  |

### Lajes das Flores
| Partido                 | Partido                        | Votos | %               | +/-   |
| ----------------------- | ------------------------------ | ----- | --------------- | ----- |
|                         | Partido Social Democrata       | 507   | 61,83 / 100,00  | 21,15 |
|                         | Partido Socialista             | 150   | 18,29 / 100,00  | 2,96  |
|                         | Centro Democrático e Social    | 68    | 8,29 / 100,00   | 1,59  |
|                         | Partido Renovador Democrático  | 37    | 4,51 / 100,00   | 10,60 |
|                         | Coligação Democrática Unitária | 17    | 2,07 / 100,00   | 7,70  |
|                         | Outros                         | 12    | 1,46 / 100,00   |       |
| Votos Inválidos         | Votos Inválidos                | 29    | 3,53 / 100,00   | 0,12  |
| Total                   | Total                          | 820   | 100,00 / 100,00 |       |
| Eleitorado/Participação | Eleitorado/Participação        | 1 426 | 57,50 / 100,00  | 4,69  |

### Lajes do Pico
| Partido                 | Partido                       | Votos | %               | +/-   |
| ----------------------- | ----------------------------- | ----- | --------------- | ----- |
|                         | Partido Social Democrata      | 1 544 | 62,61 / 100,00  | 15,71 |
|                         | Partido Socialista            | 768   | 31,14 / 100,00  | 6,30  |
|                         | Centro Democrático e Social   | 53    | 2,15 / 100,00   | 2,03  |
|                         | Partido Renovador Democrático | 31    | 1,26 / 100,00   | 5,47  |
|                         | Outros                        | 50    | 2,01 / 100,00   |       |
| Votos Inválidos         | Votos Inválidos               | 20    | 0,82 / 100,00   | 0,74  |
| Total                   | Total                         | 2 466 | 100,00 / 100,00 |       |
| Eleitorado/Participação | Eleitorado/Participação       | 4 467 | 55,20 / 100,00  | 7,98  |

### Madalena
| Partido                 | Partido                        | Votos | %               | +/-   |
| ----------------------- | ------------------------------ | ----- | --------------- | ----- |
|                         | Partido Social Democrata       | 1 912 | 66,00 / 100,00  | 13,36 |
|                         | Partido Socialista             | 707   | 24,40 / 100,00  | 0,29  |
|                         | Centro Democrático e Social    | 67    | 2,31 / 100,00   | 1,81  |
|                         | Coligação Democrática Unitária | 57    | 1,97 / 100,00   | 1,59  |
|                         | Partido Renovador Democrático  | 42    | 1,45 / 100,00   | 8,78  |
|                         | Partido da Democracia Cristã   | 30    | 1,04 / 100,00   | 0,41  |
|                         | Outros                         | 26    | 0,90 / 100,00   |       |
| Votos Inválidos         | Votos Inválidos                | 56    | 1,93 / 100,00   | 0,18  |
| Total                   | Total                          | 2 897 | 100,00 / 100,00 |       |
| Eleitorado/Participação | Eleitorado/Participação        | 4 530 | 63,95 / 100,00  | 5,94  |

### Nordeste
| Partido                 | Partido                        | Votos | %               | +/-   |
| ----------------------- | ------------------------------ | ----- | --------------- | ----- |
|                         | Partido Social Democrata       | 1 907 | 67,62 / 100,00  | 14,13 |
|                         | Partido Socialista             | 501   | 17,77 / 100,00  | 0,30  |
|                         | Coligação Democrática Unitária | 94    | 3,33 / 100,00   | 2,76  |
|                         | Centro Democrático e Social    | 85    | 3,01 / 100,00   | 2,98  |
|                         | Partido Renovador Democrático  | 53    | 1,88 / 100,00   | 8,26  |
|                         | Partido da Democracia Cristã   | 38    | 1,35 / 100,00   | 0,21  |
|                         | Outros                         | 50    | 1,77 / 100,00   |       |
| Votos Inválidos         | Votos Inválidos                | 92    | 3,27 / 100,00   | 0,47  |
| Total                   | Total                          | 2 820 | 100,00 / 100,00 |       |
| Eleitorado/Participação | Eleitorado/Participação        | 4 754 | 59,32 / 100,00  | 1,78  |

### Ponta Delgada
| Partido                 | Partido                        | Votos  | %               | +/-   |
| ----------------------- | ------------------------------ | ------ | --------------- | ----- |
|                         | Partido Social Democrata       | 15 328 | 68,17 / 100,00  | 21,34 |
|                         | Partido Socialista             | 3 601  | 16,02 / 100,00  | 3,13  |
|                         | Partido Renovador Democrático  | 1 166  | 5,19 / 100,00   | 18,28 |
|                         | Coligação Democrática Unitária | 692    | 3,08 / 100,00   | 3,00  |
|                         | Centro Democrático e Social    | 548    | 2,44 / 100,00   | 2,20  |
|                         | Partido da Democracia Cristã   | 226    | 1,01 / 100,00   | 0,11  |
|                         | Outros                         | 472    | 2,10 / 100,00   |       |
| Votos Inválidos         | Votos Inválidos                | 452    | 2,01 / 100,00   | 0,51  |
| Total                   | Total                          | 22 485 | 100,00 / 100,00 |       |
| Eleitorado/Participação | Eleitorado/Participação        | 44 236 | 50,83 / 100,00  | 5,16  |

### Povoação
| Partido                 | Partido                        | Votos | %               | +/-   |
| ----------------------- | ------------------------------ | ----- | --------------- | ----- |
|                         | Partido Social Democrata       | 2 370 | 74,36 / 100,00  | 19,62 |
|                         | Partido Socialista             | 426   | 13,37 / 100,00  | 0,47  |
|                         | Centro Democrático e Social    | 69    | 2,17 / 100,00   | 3,62  |
|                         | Coligação Democrática Unitária | 62    | 1,95 / 100,00   | 2,32  |
|                         | Partido Renovador Democrático  | 60    | 1,88 / 100,00   | 11,84 |
|                         | Partido da Democracia Cristã   | 41    | 1,29 / 100,00   | 0,64  |
|                         | Outros                         | 52    | 1,63 / 100,00   |       |
| Votos Inválidos         | Votos Inválidos                | 107   | 3,36 / 100,00   | 1,39  |
| Total                   | Total                          | 3 187 | 100,00 / 100,00 |       |
| Eleitorado/Participação | Eleitorado/Participação        | 5 905 | 53,97 / 100,00  | 6,06  |

### Ribeira Grande
| Partido                 | Partido                        | Votos  | %               | +/-   |
| ----------------------- | ------------------------------ | ------ | --------------- | ----- |
|                         | Partido Social Democrata       | 6 044  | 69,33 / 100,00  | 18,46 |
|                         | Partido Socialista             | 1 504  | 17,25 / 100,00  | 1,42  |
|                         | Partido Renovador Democrático  | 260    | 2,98 / 100,00   | 11,63 |
|                         | Coligação Democrática Unitária | 156    | 1,79 / 100,00   | 2,61  |
|                         | Centro Democrático e Social    | 151    | 1,73 / 100,00   | 1,23  |
|                         | Partido da Democracia Cristã   | 121    | 1,39 / 100,00   | 0,66  |
|                         | Outros                         | 165    | 1,89 / 100,00   |       |
| Votos Inválidos         | Votos Inválidos                | 317    | 3,63 / 100,00   | 0,75  |
| Total                   | Total                          | 8 718  | 100,00 / 100,00 |       |
| Eleitorado/Participação | Eleitorado/Participação        | 17 734 | 49,16 / 100,00  | 5,42  |

### Santa Cruz da Graciosa
| Partido                 | Partido                       | Votos | %               | +/-  |
| ----------------------- | ----------------------------- | ----- | --------------- | ---- |
|                         | Partido Social Democrata      | 1 634 | 72,75 / 100,00  | 6,56 |
|                         | Partido Socialista            | 454   | 20,21 / 100,00  | 2,64 |
|                         | Partido Renovador Democrático | 38    | 1,69 / 100,00   | 3,40 |
|                         | Partido da Democracia Cristã  | 30    | 1,34 / 100,00   | 0,92 |
|                         | Outros                        | 48    | 2,14 / 100,00   |      |
| Votos Inválidos         | Votos Inválidos               | 42    | 1,87 / 100,00   | 0,10 |
| Total                   | Total                         | 2 246 | 100,00 / 100,00 |      |
| Eleitorado/Participação | Eleitorado/Participação       | 4 417 | 50,85 / 100,00  | 9,39 |

### Santa Cruz das Flores
| Partido                 | Partido                        | Votos | %               | +/-   |
| ----------------------- | ------------------------------ | ----- | --------------- | ----- |
|                         | Partido Social Democrata       | 659   | 58,73 / 100,00  | 18,71 |
|                         | Partido Socialista             | 194   | 17,29 / 100,00  | 2,03  |
|                         | Centro Democrático e Social    | 102   | 9,09 / 100,00   | 14,45 |
|                         | Coligação Democrática Unitária | 91    | 8,11 / 100,00   | 1,50  |
|                         | Partido Renovador Democrático  | 22    | 1,96 / 100,00   | 8,59  |
|                         | Partido da Democracia Cristã   | 14    | 1,25 / 100,00   | 0,64  |
|                         | Outros                         | 13    | 1,17 / 100,00   |       |
| Votos Inválidos         | Votos Inválidos                | 27    | 2,41 / 100,00   | 0,13  |
| Total                   | Total                          | 1 122 | 100,00 / 100,00 |       |
| Eleitorado/Participação | Eleitorado/Participação        | 1 959 | 57,27 / 100,00  | 11,29 |

### São Roque do Pico
| Partido                 | Partido                        | Votos | %               | +/-   |
| ----------------------- | ------------------------------ | ----- | --------------- | ----- |
|                         | Partido Social Democrata       | 1 111 | 62,63 / 100,00  | 19,41 |
|                         | Partido Socialista             | 455   | 25,65 / 100,00  | 0,87  |
|                         | Partido Renovador Democrático  | 64    | 3,61 / 100,00   | 10,98 |
|                         | Coligação Democrática Unitária | 46    | 2,59 / 100,00   | 2,45  |
|                         | Centro Democrático e Social    | 29    | 1,63 / 100,00   | 4,28  |
|                         | Outros                         | 40    | 2,25 / 100,00   |       |
| Votos Inválidos         | Votos Inválidos                | 29    | 1,64 / 100,00   | 0,62  |
| Total                   | Total                          | 1 774 | 100,00 / 100,00 |       |
| Eleitorado/Participação | Eleitorado/Participação        | 2 795 | 63,47 / 100,00  | 5,22  |

### Velas
| Partido                 | Partido                       | Votos | %               | +/-   |
| ----------------------- | ----------------------------- | ----- | --------------- | ----- |
|                         | Partido Social Democrata      | 2 068 | 74,68 / 100,00  | 18,96 |
|                         | Centro Democrático e Social   | 300   | 10,83 / 100,00  | 9,80  |
|                         | Partido Socialista            | 225   | 8,13 / 100,00   | 1,22  |
|                         | Partido Renovador Democrático | 39    | 1,41 / 100,00   | 7,30  |
|                         | Partido da Democracia Cristã  | 34    | 1,23 / 100,00   | 0,59  |
|                         | Outros                        | 60    | 2,17 / 100,00   |       |
| Votos Inválidos         | Votos Inválidos               | 43    | 1,55 / 100,00   | 0,09  |
| Total                   | Total                         | 2 769 | 100,00 / 100,00 |       |
| Eleitorado/Participação | Eleitorado/Participação       | 4 397 | 62,97 / 100,00  | 6,87  |

### Vila do Porto
| Partido                 | Partido                        | Votos | %               | +/-   |
| ----------------------- | ------------------------------ | ----- | --------------- | ----- |
|                         | Partido Social Democrata       | 1 306 | 63,74 / 100,00  | 25,38 |
|                         | Partido Socialista             | 490   | 23,91 / 100,00  | 6,84  |
|                         | Partido Renovador Democrático  | 62    | 3,03 / 100,00   | 15,40 |
|                         | Centro Democrático e Social    | 53    | 2,59 / 100,00   | 1,98  |
|                         | Partido da Democracia Cristã   | 31    | 1,51 / 100,00   | 0,67  |
|                         | Coligação Democrática Unitária | 28    | 1,37 / 100,00   | 0,87  |
|                         | Outros                         | 33    | 1,61 / 100,00   |       |
| Votos Inválidos         | Votos Inválidos                | 46    | 2,25 / 100,00   | 0,57  |
| Total                   | Total                          | 2 049 | 100,00 / 100,00 |       |
| Eleitorado/Participação | Eleitorado/Participação        | 4 531 | 45,22 / 100,00  | 3,00  |

### Vila Franca do Campo
| Partido                 | Partido                        | Votos | %               | +/-   |
| ----------------------- | ------------------------------ | ----- | --------------- | ----- |
|                         | Partido Social Democrata       | 2 808 | 74,05 / 100,00  | 23,82 |
|                         | Partido Socialista             | 468   | 12,34 / 100,00  | 0,17  |
|                         | Partido Renovador Democrático  | 133   | 3,51 / 100,00   | 19,31 |
|                         | Centro Democrático e Social    | 75    | 1,98 / 100,00   | 1,42  |
|                         | Coligação Democrática Unitária | 72    | 1,90 / 100,00   | 2,82  |
|                         | Partido da Democracia Cristã   | 46    | 1,21 / 100,00   | 0,63  |
|                         | Outros                         | 70    | 1,85 / 100,00   |       |
| Votos Inválidos         | Votos Inválidos                | 120   | 3,17 / 100,00   | 0,02  |
| Total                   | Total                          | 3 792 | 100,00 / 100,00 |       |
| Eleitorado/Participação | Eleitorado/Participação        | 7 799 | 48,62 / 100,00  | 8,19  |

### Vila Praia da Vitória
| Partido                 | Partido                        | Votos  | %               | +/-   |
| ----------------------- | ------------------------------ | ------ | --------------- | ----- |
|                         | Partido Social Democrata       | 5 869  | 66,45 / 100,00  | 17,60 |
|                         | Partido Socialista             | 2 146  | 24,30 / 100,00  | 3,15  |
|                         | Centro Democrático e Social    | 286    | 3,24 / 100,00   | 4,01  |
|                         | Partido Renovador Democrático  | 114    | 1,29 / 100,00   | 7,47  |
|                         | Coligação Democrática Unitária | 107    | 1,21 / 100,00   | 1,56  |
|                         | Outros                         | 185    | 2,09 / 100,00   |       |
| Votos Inválidos         | Votos Inválidos                | 125    | 1,41 / 100,00   | 0,56  |
| Total                   | Total                          | 8 832  | 100,00 / 100,00 |       |
| Eleitorado/Participação | Eleitorado/Participação        | 16 035 | 55,08 / 100,00  | 7,47  |